# Lemainville
Lemainville é uma comuna francesa na região administrativa de Grande Leste, no departamento de Meurthe-et-Moselle. Estende-se por uma área de 4,75 km². Em 2010 a comuna tinha 380 habitantes (densidade: 80 hab./km²).